# Říše Chan
Říše Chan (čínsky pchin-jinem Hàn, znaky zjednodušené 汉, tradiční 漢) byl čínský stát existující v letech 202 př. n. l.–220. Zrodil se ze zmatků následujících po pádu říše Čchin, když Liou Pang, jeden z vůdců protičchinských povstalců, sjednotil Čínu a roku 202 př. n. l. se prohlásil císařem. S krátkým přerušením v letech 9–23, kdy chanský ministr Wang Mang vyhlásil svou dynastii Sin, přetrvala čtyři století, dokud se počátkem 3. století nerozpadla na panství soupeřících generálů. Posledního chanského císaře roku 220 sesadil Cchao Pchi, který již pouze v severní Číně založil vlastní říši Wej. Na jihu země se totiž osamostatnil Sun Čchüan jako král a později císař říše Wu a v S’-čchuanu vládl Liou Pej z chanského císařského rodu.
Počáteční období s hlavním městem v Čchang-anu je nazýváno Západní Chan (202 př. n. l. – 9 a 23–25, též Raná Chan); pozdější doba v níž vláda metropoli přesunula východněji do Luo-jangu je Východní Chan (25–220, též Pozdní Chan).
Chanská éra je pokládána za zlatý věk čínské historie. Do současnosti si největší národ Číny, vlastní Číňané, říká Chanové a svému písmu, čínským znakům, chan-c’, doslova „chanské znaky“.

## Historie
Říše Chan se zrodila ze zmatků následujících po pádu říše Čchin. Západočínský stát Čchin v dlouhotrvajících bojích v období válčících států nakonec roku 221 př. n. l. sjednotil Čínu. Říše Čchin se však od roku 209 př. n. l. rozpadala pod tlakem protičchinských povstání. Roku 206 př. n. l. si povstalečtí vojevůdci v čele se Siang Jüem rozdělili zemi, přičemž Liou Pang se stal králem z Chan na jihozápadě v S’-čchuanu. Boje mezi vojevůdci pokračovaly, nakonec se zúžily do souboje Siang Jüa a Liou Panga a v němž Liou Pang zvítězil, podřídil si celou Čínu a roku 202 př. n. l. se prohlásil císařem říše Chan.
Hlavním městem říše Chan byl Čchang-an (moderní Si-an) na západě Číny. Říše byla rozdělena do oblastí přímo ovládaných ústřední vládou, komandérií a polonezávislých království. Tato království postupně ztratila svou autonomii a stala se z nich knížectví s minimální mírou samostatnosti, a to zejména po povstání sedmi knížat.
Na vrcholu chanské společnosti stál císař. Předsedal vládě, ale sdílel moc s aristokracií a ministry vybíranými z řad vzdělaných úředníků. Počínaje vládou Wu-tiho chanský stát oficiálně přijal konfucianismus za státní ideologii, přičemž konfuciánští učenci v čele s Tung Čung-šuem integrovali do svého učení kosmologii založenou na učení o jin a jang a systému pěti prvků.
Závažným problémem chanské zahraniční politiky byly vztahy se severním sousedem, Siungnuy, kmenovým svazem kočovníků ovládajících mongolské stepi. Roku 200 př. n. l. Chanové utrpěli porážku a byli nuceni se Siungnuy uzavřít mírovou smlouvu, ale ozbrojené srážky čas od času pokračovaly. Zejména chanský císař Wu-ti (vládl 141–87 př. n. l.) se snažil Siungnuy si podrobit. Až v polovině 1. století př. n. l. kočovníky oslabily vnitřní rozbroje a Chanové dosáhli jejich podřízení se. Úspěšněji Wu-tiho vojska bojovala na západě, kde ovládla města Tarimské pánve a umožnila tak otevřít Hedvábnou cestu. Na jihu Wu-ti anektoval státy Nan-jüe (v Kuang-tungu a Vietnamu) a Tien (v Jün-nanu), na severovýchodě připojil část Korejského poloostrova.
Koncem 1. století př. n. l. říše upadla do krize a roku 9 dokonce Wang Mang, ministr a regent vládnoucí za nezletilé císaře, svrhl dynastii Chan a vyhlásil vlastní dynastii Sin. Jeho vláda se však po několika letech zhroutila v rolnických vzpourách a povstáních členů chanského císařského rodu. Roku 23 se císařem obnovené chanské říše opět stal potomek Liou Panga (Liou Süan jako císař Keng-š’-ti). Roku 25 nový panovník Kuang-wu-ti přesunul hlavní město do Luo-janguv centrální Číně. Chanské období je proto historiky rozdělována na Západní Chan (202 př. n. l. – 9 a 23–25) a Východní Chan (25–220).
Po roce 92 zesílil politický vliv palácových eunuchů, kteří se v boji o moc střetávali s klikami císařoven, což vedlo k oslabení centrální moci a k pádu dynastie. Sílu říše podlomily i velké taoistické společnosti, které vedly rolnická povstání, největší z nich bylo povstání Žlutých turbanů. Po smrti císaře Ling-tiho roku 189 byli eunuši zmasakrováni armádou a říše se začala rozpadat na panství jednotlivých generálů. Císařský dvůr ovládl jeden z nich, Cchao Cchao. Nakonec roku 220 jeho syn Cchao Pchi sesadil posledního chanského císaře a sám se prohlásil císařem říše Wej.
Chanská éra byla obdobím ekonomické prosperity, výrazně se rozšířila peněžní ekonomika. Mince odlévané vládními mincovnami od roku 119 př. n. l. zůstaly standardní mincí Číny až do dynastie Tchang (618–907). K hrazení výdajů na vojenské kampaně a osidlování nově dobytých pohraničních území, vláda roku 117 př. n. l. postátnila soukromou výrobu soli a železa. Tyto vládní monopoly byly zrušeny v období Východní Chan, přičemž ztracené příjmy nahradilo vysoké zdanění soukromého podnikání.
V říši Chan významně pokročila i věda a technika, zavedla se výroba papíru, své lodě chanští námořníci opatřili kormidlem, matematici začali používat záporná čísla, geografové plastické mapy, astronomové armilární sféry s hydraulickým pohonem a učenci vynalezli i seismometr používající inverzní kyvadlo.